# Kuća Cega u Trogiru
Kuća Cega u gradiću Trogiru, Budislavićeva 12, zaštićeno kulturno dobro.

## Opis dobra
Kuća Cega s reljefom Ivana Duknovića maniristička je dvokatnica smještena u povijesnoj jezgri grada Trogira, građena od pravilno klesanog kamena, s plitkim balkonima na pročelju ukrašenim kamenim balustradama. Nastala je na romaničkom sklopu kuća, znatno pregrađenih koncem 15. st. kad je izrađen portal, rad Ivana Duknovića. Sačuvana je samo luneta portala s grbom obitelji Cega, propetim lavom unutar štita, koja se danas čuva u Muzeju grada Trogira. Od renesansne razdiobe kuće i njenih otvora ostalo je vrlo malo, a maniristička pregradnja izbrisala je tragove glavnog ulaza s portikom koji je vodio u dvorište. Kuća predstavlja visokovrijednu i cjelovitu baroknu stilsku intervenciju.

## Zaštita
Pod oznakom Z-4380 zavedena je kao nepokretno kulturno dobro - pojedinačno, pravna statusa zaštićena kulturnog dobra, klasificirano kao "stambeno-poslovne građevine".